# Lew Grade

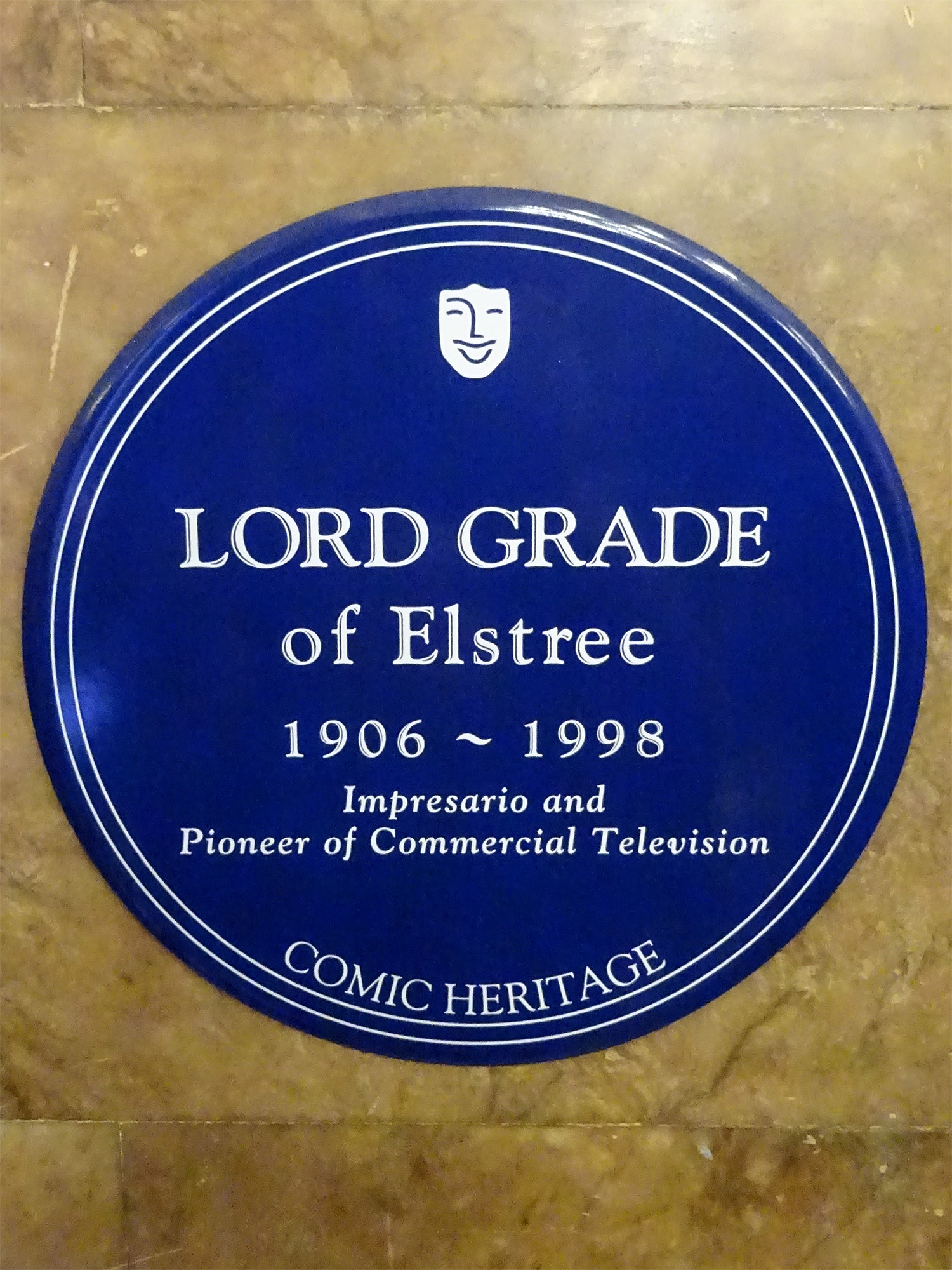
Blaue Plakette der Denkmalschutzbehörde English Heritage für Grade, angebracht am 19. März 2000 im Foyer des London Palladium, Soho

Lew Grade, Baron Grade (eigentlich: Louis Winogradsky; * 25. Dezember 1906 in Tokmak, Oblast Saporischschja, Ukraine; † 13. Dezember 1998 in London, England) war ein britischer Filmproduzent ukrainischer Herkunft.

## Biografie
Louis Winogradsky wurde als ältester von drei Söhnen des jüdischen Ehepaares Olga und Isaac Winogradsky in der Ukraine, dem ehemaligen Russischen Reich, geboren. Während sein Bruder Bernard 1909 in der Ukraine geboren wurde, kam sein jüngster Bruder Leslie in England zur Welt. Dahin emigrierte die Familie 1912, wo Isaac im East End von London die Leitung eines Kinos übernahm. Die Familie erhielt die britische Staatsbürgerschaft.
Mit 15 Jahren begann er als Angestellter in einer Schneiderei zu arbeiten; dennoch war Theater und Film seine wahre Leidenschaft. Winogradsky nahm 1926 bei einem Charleston-Wettbewerb in der Royal Albert Hall teil und gewann. Nun nahm er sein Pseudonym Lew Grade an und begann seinen Weg im Showbusiness als professioneller Tänzer.
Grade, sein Bruder Leslie (1916–1979) und ihr Partner Joe Collins (Vater der Schauspielerin Joan Collins) gründeten 1933 eine Agentur, die zur größten von England werden sollte. Stars wie Ralph Richardson und Laurence Olivier wurden durch sie gefördert. Grades zweiter Bruder, Bernard, machte auch seinen Weg und wurde Chef der EMI Group.
Lew Grade gründete seine eigene Filmproduktionsgesellschaft, ITC Entertainment, die 1962 mit AP Films fusionierte. ITC produzierte in den 1960er und 1970er Jahren eine Reihe erfolgreicher Fernsehserien wie Department S, Jason King, Der Mann mit dem Koffer, Geheimauftrag für John Drake, Nummer Sechs, Mondbasis Alpha 1 und UFO. Mit der Fernsehserie Die 2 gelang es Grade, den US-amerikanischen Superstar Tony Curtis für eine der beiden Hauptrollen in dieser Produktion zu gewinnen – das erste und bis heute einzige Mal, dass ein Filmstar dieser Größenordnung eine Rolle in einer englischen Fernsehproduktion übernahm. Auch verhalf Grade Jim Henson und dessen Muppet Show in England zu größerer Bekanntheit.
Grade war die treibende Kraft hinter dem Privatsender ATV, die er in direkter Konkurrenz zur BBC wissen wollte. ATV, bedacht auf qualitativ niveauvolle Unterhaltung, gab 1977 Grades ITC Entertainment und seinem Ausführenden Produzenten Vincenzo Labella den Auftrag zu Jesus von Nazareth, der Film, den Grade am bekanntesten machte, da er auch am US-Markt Erfolge verbuchen konnte. Auf der anderen Seite entpuppte sich der 1980 produzierte Spielfilm Hebt die Titanic nach einer Romanvorlage des US-amerikanischen Schriftstellers Clive Cussler als Grades größter Flop.
Privat war Grade ab 1942 bis zu seinem Ableben mit Kathleen Moody verheiratet; die beiden adoptierten einen Sohn, Paul. 1969 wurde Grade zum Ritter geschlagen und 1976 zum Life Peer als Baron Grade of Elstree in Hertsmere ernannt. Er verstarb im Alter von 91 Jahren an Herzversagen.

## Filmografie (Auswahl)
- 1970: UFO
- 1972: In den Fängen der Madame Sin (Madame Sin)
- 1974: Die Frucht des Tropenbaums (The Tamarind Seed)
- 1975: Mondbasis Alpha 1 (Space: 1999)
- 1976: Treffpunkt Todesbrücke (The Cassandra Crossing)
- 1977: Jesus von Nazareth (Jesus of Nazareth)
- 1979: Flucht nach Athena (Escape to Athena)
- 1980: Hebt die Titanic (Raise the Titanic)
- 1981: Die Legende vom einsamen Ranger (The Legend Of The Lone Ranger)